# خفاش (اپرا)

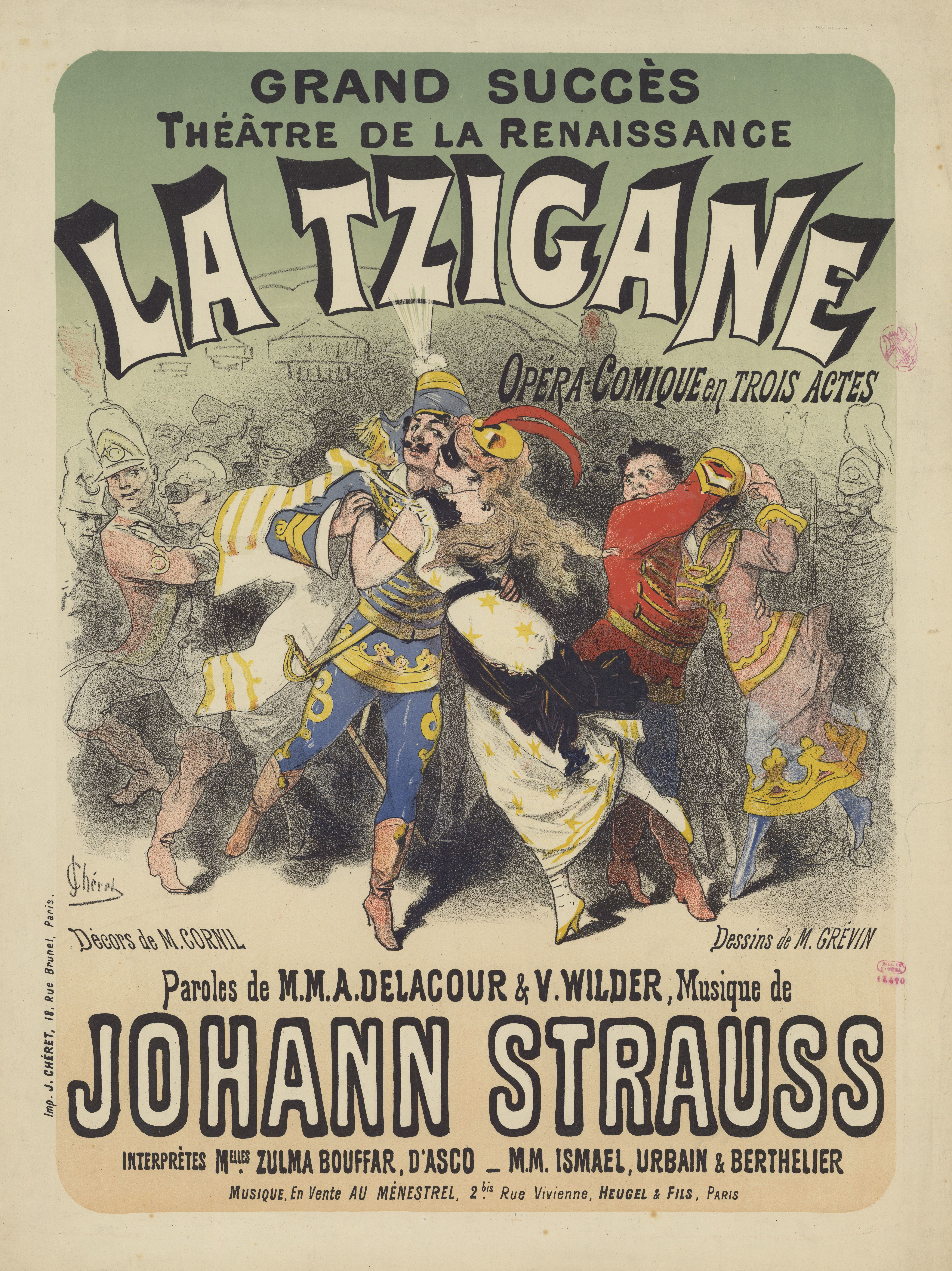
پوستر اپرای خفاش

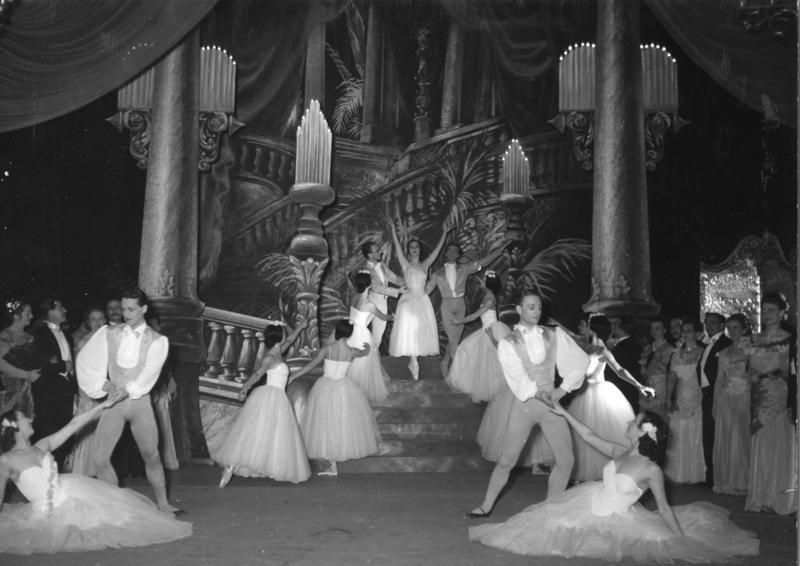
خفاش، دوسلدورف - ۱۹۵۴

خفاش، اپرتی آلمانی ساخت یوهان اشتراوس پسر است. لیبرتوی این اثر فکاهی توسط کارل هافنر و ریچارد گنی نوشته شده‌است.

## اجراها
خفاش، اولین بار در ۵ آوریل ۱۸۷۴ در خانه نمایش وین به روی صحنه رفت و از آن زمان تاکنون به‌طور منظم و مداوم به اجرا درآمده‌است. از جمله می‌توان به چند اجرای قدیمی زیر اشاره کرد:
- ۲۱ نوامبر ۱۸۷۴ در آمفی‌تئاتر بُوِری[ب] نیویورک
- ۱۸ دسامبر ۱۸۷۶ در تئاتر الحمرا[پ] لندن به زبان انگلیسی

## نقش‌ها
| نقش                                                   | نوع صدا      |
| ----------------------------------------------------- | ------------ |
| گابریل فون آیزنشتاین                                  | تنور (صدا)   |
| رزالیند؛ همسر آیزنشتاین                               | سوپرانو      |
| آدل؛ ندیمه رزالیند                                    | سوپرانو      |
| آیدا؛ خواهر آدل                                       | سوپرانو      |
| آلفرد؛ معلم آواز و معشوق سابق رزالیند                 | تنور         |
| دکتر فالک؛ مسئول ثبت اسناد                            | باریتون      |
| دکتر بلایند؛ یک حقوقدان                               | تنور         |
| فرانک؛ رئیس زندان                                     | باریتون      |
| شاهزادهُ ارلافسکی                                      | متزو سوپرانو |
| ایوان؛ خدمتکار شاهزاده ارلافسکی                       | گفتار        |
| فِراش؛ زندانبان                                        | گفتار        |
| گروه کر میهمانان و خدمتگزاران در قصر شاهزاده ارلافسکی |              |

نقش آیزنشتاین، در اصل برای یک صدای تنور نوشته شده‌است؛ اما امروزه بیشتر توسط یک باریتون خوانده می‌شود و نقش ارلافسکی نیز، اغلب با صدای یک مدزو سوپرانو به اجرا در می‌آید.

## خلاصه

### پرده یک
آپارتمان آیزنشتاین
گابریل فون آیزنشتاین، به دلیل توهین به یکی از مقامات، و البته قصور وکیلش - دکتر بلایند - به هشت روز زندان محکوم شده‌است. آدل، خدمتکار آیزنشتاین، نامه‌ایی از خواهرش - که یکی از دعوت‌شدگان به تالار شاهزاده ارلافسکی است - دریافت می‌کند که از او نیز می‌خواهد برای حضور در جشن به قصر بیاید. آدل شروع به گریه و زاری کرده و وانمود می‌سازد که عمه‌اش به شدت مریض است و برای عیادت او، نیاز به یک روز مرخصی دارد (My sister Ida writes to me).
فالک، دوست ایزنشتاین، به آنجا می‌آید تا از وی دعوت کند به جشن شاهزاده بروند (Duet: Come with me to the souper). آیزنشتاین هم قبول می‌کند؛ او بهترین لباس خود را می‌پوشد و به توصیه فرانک، ساعت گرانقیمتش را هم دست می‌کند تا توجه زنان زیبای حاضر در میهمانی را به خود جلب کند. سپس به بهانه رفتن به زندان، از همسر و خدمتکارش خداحافظی می‌کند و راهی جشن می‌شود (Terzett: Oh dear, oh dear, how sorry I am). آیزنشتاین تصمیم می‌گیرد که یک روز دیرتر به زندان برود و به جای آن در قصر خوش بگذراند. از طرفی دیگر؛ فالک رزالیند را هم به تالار دعوت می‌کند تا شاهد هرزگی‌ها و بی وفایی‌های شوهرش باشد.
وقتی آیزنشتاین خانه را ترک می‌کند، معشوق سابق رزالیند برای دیدارش می‌آید و از او می‌خواهد که اجازه دهد تا بازگشت شوهرش، در کنارش بماند؛ سپس آوازی عاشقانه برایش سر می‌دهد (Dove that has escaped). اما رزالیند درخواست وی را رد می‌کند و می‌گوید که دیگر متأهل و متعهد است. در این بین؛ فرانک، رئیس زندان، برای بردن آیزنشتاین به آپارتمانش می‌آید و به جای او، آلفرد را می‌بیند. رزالیند برای حفظ آبرو، از آلفرد خواهش می‌کند که خود را شوهرش معرفی کند؛ آلفرد هم قبول کرده و به اجبار با فرانک راهی زندان می‌شود (Happy is he who forgets , In tête-à-tête with me so late , My beautiful, large bird-cage).

### پرده دو
تالاری در اقامتگاه تابستانی شاهزاده ارلافسکی
در میهمانی‌های شاهزاده ارلافسکی، هر کسی که می‌توانسته او را بیش از سایرین سرگرم کرده و بخنداند، پاداش خوبی می‌گرفته‌است؛ اینبار، فالک به شاهزاده قول می‌دهد که با نقشه‌ایی که دارد، او را از همیشه بیشتر بخنداند. با این حال، ارلافسکی از دیگر میهمانان نیز دعوت می‌کند که برای شادی خود و سایرین، هر کاری دوست دارند انجام دهند.
در واقع، هدف فالک از دعوت کردن هم‌زمان آیزنشتاین، رزالیند و آدل (توسط نوشتن نامه‌ایی جعلی از طرف خواهرش) به جشن، نه تنها سرگرمی و شادی شاهزاده بوده، بلکه با اینکار سعی داشته به نوعی از آیزنشتاین انتقام بگیرد؛ چرا که زمستان گذشته، آیزنشتاین او را در حال مستی و در لباس یک خفاش در شهر رها کرده بوده تا مورد تمسخر مردم قرار بگیرد.
آدل با ظاهری آراسته وارد می‌شود؛ خواهر آدل، که یک رقصنده بوده، با دیدن او شگفت زده می‌شود و اعتراف می‌کند که هیچگاه نامه‌ایی برای دعوت او به جشن ننوشته‌است. او نگران است که مبادا رفتار و گفتار آدل، خدمتکار بودنش را مشخص کند؛ بنابراین از او می‌خواهد که خود را یک هنرپیشه روسی به نام " الگا " معرفی کند. آیزنشتاین هم می‌رسد و خود را یک فرانسوی معرفی می‌کند؛ فرانک، رئیس زندان نیز به توصیه فالک، خود را فرانسوی معرفی می‌کنند تا در میهمانی با آیزنشتاین، همنشین و همکلام شود. نام آیزنشتاین " مارکیز رنارد " و نام فالک " شوالیه شاگرین " می‌شود.
میهمانان شروع به خواندن می‌کنند (A souper is before us) و شاهزاده به همگان خوشامد می‌گوید (I love to invite my friends). با دیدن آدل، آیزنشتاین اذعان می‌دارد که او خدمتکارشان است؛ اما آدل شروع به خندیدن می‌کند و می‌گوید که وی کاملاً در اشتباه است (The Laughing Song). فرانک شروع به گپ زدن با آدل می‌کند و برای مجذوب کردن زن جوان، خود را یک تهیه‌کننده تئاتر معرفی می‌کند. در آخر، رزالیند با یک لباس مجاری و نقاب چشم وارد می‌شود و خود را یک اصیل زاده از مجارستان معرفی می‌کند. او همسرش را در حال پرسه زدن در اطراف زنان حاضر در مجلس می‌بیند و برای جلب توجه، شروع به خواندن آوازی برای سرزمینش می‌کند (Sounds from home). آیزنشتاین هم مجذوب او می‌شود و برای صحبت کردن با او به کنارش می‌آید. وقتی این دو شروع به ابراز عشق می‌کنند، رزالیند ساعت آیزنشتاین را برمی‌دارد تا بعداً بتواند از آن به عنوان مدرکی برای اثبات رفتارهای ناشایست شوهرش، استفاده کند (My eyes will soon be dim).
نزدیکی‌های نیمه شب و هنگام شام، شاهزاده از فالک می‌خواهد که ماجرای خفاش شدنش را تعریف کند و همان‌طور که قول داده بود او را بخنداند؛ فالک هم، با همراهی آیزنشتاین، داستان این که صمیمی‌ترین دوستش او را در لباس یک خفاش و در حال مستی در شهر رها کرده را شرح می‌دهد و می‌گوید به این دلیل است که او را " دکتر خفاش " (Dr. Fledermaus) صدا می‌زنند. ارلافسکی از فالک می‌پرسد که چرا هنوز از دوستش انتقام نگرفته تا او هم به وی بخندد؟! فالک نیز پاسخ می‌دهد که " هر کس آخر (یا دیرتر) بخندد، بیشتر می‌خندد. "
شاهزاده دستور باز کردن شامپاین می‌دهد و میهمانان تا سحرگاه، سرگرم خواندن و رقصیدن و نوشیدن می‌شوند (In the fire stream of the grape , Brothers, brothers and sisters , Unter Donner und Blitz)؛ در حالیکه آیزنشتاین در حین شادمانی، مدام نگران بوده که چطور ساعتش را از آن زن مجاری (در واقع رزالیند) پس بگیرد؛ او نزدیکیهای صبح، قصر را به قصد رفتن به زندان و گذراندن دوره محکومیتش، ترک می‌کند.

### پرده سه
دفتر زندان با فرمانداری فرانک
در زندان، زندانبان فِراش، سعی دارد که نظم و امنیت را برقرار سازد؛ رئیسش، فرانک، کمی دیر و در حالت مستی و سر خوشی ناشی از حضور در میهمانی شاهزاده ارلافسکی، می‌رسد؛ آلفرد هم در سلول شماره ۱۲، بی‌وقفه آواز می‌خواند. در ادامه، آدل و خواهرش هم به آنجا میایند تا شاید فرانک بتواند برای آدل (که خود را یک هنرپیشه معرفی کرده بود)، موقعیتی برای بازی در یک فیلم یا تئاتر فراهم کند (If I play the innocent peasant maid). صدای در به گوش می‌رسد؛ فرانک، آدل و خواهرش را به اتاق دیگری می‌فرستد؛ سپس آیزنشتاین برای گذراندن دوره محکومیتش وارد می‌شود. او متوجه می‌شود که وقتی مأمور مسئول بازداشتش به آپارتمانش رفته، مرد دیگری در آنجا حضور داشته که به جای وی دستگیر و زندانی شده‌است. دکتر بلایند برای رسیدگی به امور موکلش به آنجا میاید؛ آیزنشتاین هم از فرصت استفاده کرده و لباس و عینک او را می‌قاپد و خود را به شکل یک وکیل درمی‌آورد.
رزالیند، برای شکایت از شوهر خیانتکارش و همچنین ملاقات با آلفرد، به آنجا می‌آید. آیزنشتاین رزالیند را هنگام دیدار با آلفرد می‌بیند و وقتی رزالیند از وی - به عنوان یک وکیل - درخواست صدور حکم طلاق می‌کند، به شدت رنجیده‌خاطر می‌شود؛ به این خاطر لباس و چهره واقعی خود را نشان می‌دهد و به همسرش می‌گوید که در واقع اوست که بیوفا و هوسباز است. رزالیند هم در پاسخ، آن ساعتی را که از او در شب میهمانی گرفته بوده، به وی نشان می‌دهد تا بی تعهدی او را ثابت کند. در نهایت، هر دو از کرده خود ابراز پشیمانی می‌کنند و تصمیم می‌گیرند به احترام عشقی که هنوز در بینشان وجود دارد، به زندگی با یکدیگر ادامه دهند.
ناگهان، شاهزاده ارلافسکی به همراه فالک و سایر میهمانان آن شب، با رقص و شادمانی وارد می‌شوند و آیزنشتاین هم متوجه می‌شود که تمامی وقایع پیش آمده، نقشه دوستش فالک بوده تا هم ماجرای خفاش شدنش را تلافی کند و هم شاهزاده را بخنداند (Trio Rosalinde, Eisenstein, Alfred: A strange adventure). در آخر، آیزنشتاین، از همه سبکسری‌هایی که به هنگام مستی از او سر زده بوده و باعث رنجش خاطر دوست و همسرش شده، عذر خواهی می‌کند و راهی سلولش می‌شود (Oh bat, oh bat, at last let thy victim escape)؛ فرانک نیز به آدل قول می‌دهد که برای پیدا کردن یک شغل هنری از او حمایت کند و شاهزاده ارلافسکی نیز شادترین خنده و قهقهه‌اش را سر می‌دهد.

## یادداشت
1. ↑  Theater an der Wien
2. ↑  Bowery Amphitheatre
3. ↑  Alhambra Theatre of Variety